# 白滝神社
白滝神社（しらたきじんじゃ）は、群馬県桐生市川内町五丁目にある神社。旧無格社。日本遺産「かかあ天下－ぐんまの絹物語－」の構成文化財の一つ。

## 概要
仁田山織の産地として知られた桐生市川内町北部（旧山田郡仁田山村）の山田川上流左岸に位置する。織物の神である八千々姫命と白滝姫命を主祭神としている。社殿は南東の雷電山を背にして北西を向いている。山田川対岸の群馬県道338号駒形大間々線におりひめバス川内線の白滝神社入口停留所があり、山田川に白滝橋が架かっている。
境内には「降臨石」と呼ばれる巨石や、桐生市指定天然記念物となっている大ケヤキがある。昭和49年（1974年）1月21日に桐生市指定無形民俗文化財となった太々神楽は、毎年8月の例祭と毎年11月の西宮例祭（桐生えびす講）に奉納されている。平成27年（2015年）4月24日、「かかあ天下－ぐんまの絹物語－」の構成文化財として日本遺産に認定される。

## 歴史
社伝によると、京から仁田山に嫁いだ白滝姫によって、機神である天八千々姫命を祀った神社が永久年間（1113年-1118年）に創建されたことを起源とする。仁田山の地に機業と養蚕業を広めた白滝姫は、後に桐生織の祖神として、八千々姫神とともに祀られるようになった。当初は機神天神と呼ばれたが、明治維新後に白滝姫の名をとって、白滝神社に改められた。明治40年（1907年）、字柏倉の柏蔵神社、字宮皆戸の赤城神社、字十二の諏訪社の三社とその各境内社を合祀した。

## 境内
境内中央に本殿・拝殿、北東に祓殿・神楽殿、南に八坂神社、南西に社務所がある。神楽殿の手前にある降臨石は、七夕の日に天から降った石であると言われ、東面の穴に耳を当てると石の中から機音が聞こえたが、雪駄を履いて石に上った者があり、その後、機音は止まったと伝わっている。
本殿裏にある神木の大ケヤキは、平成8年（1996年）3月14日に桐生市の天然記念物に指定されている。大きさは、目通り6.1メートル、根元回り5.9メートル、樹高35メートル、樹木幅は最大35メートル・最小30メートルで、樹齢は300年以上と推定される。